# William P. Gottlieb
William Paul Gottlieb, född 28 januari 1917 i Brooklyn i New York, död 23 april 2006 i Great Neck på Long Island i New York, var en amerikansk fotograf och tidningskolumnist. Han är mest känd för sina klassiska fotografier av framstående artister från den amerikanska jazzens klassiska era under 1930- och 1940-talen.